# Арктический музейно-выставочный центр
Музейно-выставочный центр технического и технологического освоения Арктики (сокр. — Арктический музейно-выставочный центр) — центр, который был создан в апреле 2017 г. для реализации в Санкт-Петербурге проекта современного интерактивного музейно-выставочного центра, посвященного истории хозяйственного освоения Арктики. Цель проекта: сохранить и широко осветить историю технического и технологического освоения Российской Арктики, привлечь общественное внимание к Арктическому региону, его прошлому и будущему.
Центр осуществляет работы по поиску, консервации и реставрации полярной техники, ведет научно-исследовательскую и издательскую деятельность, направленную на изучение истории освоения Российской Арктики.
Арктический музейно-выставочный центр совместно с Национальным парком «Русская Арктика» работают над созданием первого музея на Земле Франца-Иосифа на бывшей полярной станции в Бухте Тихой.